# Rombicosidodecaedro diminuído
Em geometria, o rombicosidodecaedro diminuído é um dos sólidos de Johnson (J76). Pode ser construído como um rombicosidodecaedro com uma cúpula pentagonal removida.